# National Football League 2013
La stagione NFL 2013 è stata la 94ª stagione sportiva della National Football League, la massima lega professionistica statunitense di football americano. La stagione è iniziata il 5 settembre 2013. La finale del campionato, il Super Bowl XLVIII, si è disputata il 2 febbraio 2014 al MetLife Stadium di East Rutherford, New Jersey tra i Denver Broncos e i Seattle Seahawks con la vittoria di questi ultimi per 43 a 8.

## Calendario
Il Draft NFL 2013 si è tenuto dal 25 al 27 aprile 2013 al di Radio City Music Hall di New York City.
Nella stagione 2013 Italia 2 ha seguito tutta la stagione, dalla regular season al Super Bowl, e ha garantito la visione di due match settimanali: la diretta di una partita domenicale; dal 17 settembre, la differita al martedì del Monday Night Football, la sfida più importante e seguita di ogni turno di campionato. Sky invece ha trasmesso la gara del giovedì notte, tre della domenica e il Monday Night, tutte in lingua originale

## Stadi
Questa è stata l'ultima stagione dei San Francisco 49ers al Candlestick Park, dal momento che la squadra si è trasferita nel nuovo stadio di Santa Clara nel 2014. Con l'addio dei 49ers, Candlestick Park è rimasto senza alcuna squadra a giocarvi. Il 3 febbraio 2013 è stata annunciata l'intenzione di demolire lo stadio.
Questa è stata l'ultima stagione in cui i Minnesota Vikings hanno giocato le loro gare casalinghe all'Hubert H. Humphrey Metrodome, con la squadra che si trasferirà temporaneamente al TCF Bank Stadium (casa dei Minnesota Golden Gophers) mentre verrà costruito il nuovo stadio sulla sede dello stesso Metrodome. Il nuovo stadio sarà inaugurato nel 2016.
La concessione degli Oakland Raiders dell'O.Co Coliseum è scaduta alla fine di questa stagione. I Raiders sono rimasti l'ultima squadra a condividere il proprio stadio con una squadra della Major League Baseball. I Raiders hanno ricevuto diverse proposte per nuovi stadi, inclusa una che avrebbe implicato il ritorno della franchigia nell'area di Los Angeles. Due anni dopo la squadra annunciò che si sarebbe trasferita a Las Vegas.

## Uniformi
- I Jacksonville Jaguars hanno modificato il loro logo e modificato pesantemente anche le uniformi[4].
- I Miami Dolphins hanno modificato il loro logo e anche le uniformi[5].
- I Minnesota Vikings hanno leggermente modificato il loro "Norseman", il classico logo della squadra[6].

## Stagione regolare
La stagione è iniziata giovedì 5 settembre 2013 alle 20.35 EDT sul canale televisivo statunitense NBC. La gara si è disputata a Denver e ha visto opposti i Baltimore Ravens, vincitori del Super Bowl XLVII, ai Denver Broncos nella rivincita del divisional round dei playoff della stagione precedente
In questa stagione gli accoppiamenti Intraconference e Interconference tra Division sono i seguenti
| Intraconference                                                                                     | Interconference                                                                                     |
| --------------------------------------------------------------------------------------------------- | --------------------------------------------------------------------------------------------------- |
| - AFC North vs. AFC East - AFC South vs. AFC West - NFC North vs. NFC East - NFC South vs. NFC West | - AFC North vs. NFC North - AFC South vs. NFC West - AFC East vs. NFC South - AFC West vs. NFC East |

### Risultati della stagione regolare
- V = Vittorie, S = Sconfitte, P = Pareggi, PCT = Percentuale di vittorie, PF = Punti Fatti, PS = Punti Subiti
- La qualificazione ai play-off è indicata in verde (tra parentesi il seed)

| AFC East                 |    |    |   |     |     |     |
| Squadra                  | V  | S  | P | PCT | PF  | PS  |
| (2) New England Patriots | 12 | 4  | 0 | 750 | 444 | 338 |
| New York Jets            | 8  | 8  | 0 | 500 | 290 | 387 |
| Miami Dolphins           | 8  | 8  | 0 | 500 | 317 | 335 |
| Buffalo Bills            | 6  | 10 | 0 | 375 | 339 | 388 |

| NFC East                |    |    |   |     |     |     |
| Squadra                 | V  | S  | P | PCT | PF  | PS  |
| (3) Philadelphia Eagles | 10 | 6  | 0 | 625 | 442 | 382 |
| Dallas Cowboys          | 8  | 8  | 0 | 500 | 439 | 432 |
| New York Giants         | 7  | 9  | 0 | 438 | 294 | 383 |
| Washington Redskins     | 3  | 13 | 0 | 188 | 334 | 478 |

| AFC North              |    |    |   |     |     |     |
| Squadra                | V  | S  | P | PCT | PF  | PS  |
| (3) Cincinnati Bengals | 11 | 5  | 0 | 688 | 430 | 305 |
| Pittsburgh Steelers    | 8  | 8  | 0 | 500 | 379 | 370 |
| Baltimore Ravens       | 8  | 8  | 0 | 500 | 320 | 352 |
| Cleveland Browns       | 4  | 12 | 0 | 250 | 308 | 406 |

| NFC North             |   |    |   |     |     |     |
| Squadra               | V | S  | P | PCT | PF  | PS  |
| (4) Green Bay Packers | 8 | 7  | 1 | 531 | 417 | 428 |
| Chicago Bears         | 8 | 8  | 0 | 500 | 445 | 478 |
| Detroit Lions         | 7 | 9  | 0 | 438 | 395 | 376 |
| Minnesota Vikings     | 5 | 10 | 1 | 344 | 391 | 480 |

| AFC South              |    |    |   |     |     |     |
| Squadra                | V  | S  | P | PCT | PF  | PS  |
| (4) Indianapolis Colts | 11 | 5  | 0 | 688 | 391 | 336 |
| Tennessee Titans       | 7  | 9  | 0 | 438 | 362 | 381 |
| Jacksonville Jaguars   | 4  | 12 | 0 | 250 | 247 | 449 |
| Houston Texans         | 2  | 14 | 0 | 125 | 276 | 428 |

| NFC South              |    |    |   |     |     |     |
| Squadra                | V  | S  | P | PCT | PF  | PS  |
| (2) Carolina Panthers  | 12 | 4  | 0 | 750 | 366 | 241 |
| (6) New Orleans Saints | 11 | 5  | 0 | 688 | 414 | 304 |
| Atlanta Falcons        | 4  | 12 | 0 | 250 | 353 | 443 |
| Tampa Bay Buccaneers   | 4  | 12 | 0 | 250 | 288 | 389 |

| AFC West               |    |    |   |     |     |     |
| Squadra                | V  | S  | P | PCT | PF  | PS  |
| (1) Denver Broncos     | 13 | 3  | 0 | 813 | 606 | 399 |
| (5) Kansas City Chiefs | 11 | 5  | 0 | 688 | 430 | 305 |
| (6) San Diego Chargers | 9  | 7  | 0 | 563 | 396 | 348 |
| Oakland Raiders        | 4  | 12 | 0 | 250 | 322 | 453 |

| NFC West                |    |   |   |     |     |     |
| Squadra                 | V  | S | P | PCT | PF  | PS  |
| (1) Seattle Seahawks    | 13 | 3 | 0 | 813 | 417 | 231 |
| (5) San Francisco 49ers | 12 | 4 | 0 | 750 | 406 | 272 |
| Arizona Cardinals       | 10 | 6 | 0 | 625 | 379 | 324 |
| St. Louis Rams          | 7  | 9 | 0 | 438 | 348 | 364 |

spareggi
1. ↑  I Jets sono finiti davanti ai Dolphins in base al miglior risultato nella division (3–3 contro 2–4).
2. ↑  I Bengals hanno ottenuto il seed 3 sui Colts in base alla vittoria nello scontro diretto.
3. ↑  Gli Steelers sono finiti davanti a Ravens in base al miglior risultato nella division (4–2 contro 3–3).
4. ↑  I Falcons sono finiti davanti ai Buccaneers in base al miglior risultato nella conference (3–9 contro 2–10).

## Play-off
I play-off sono iniziati con il Wild Card Weekend il 4 gennaio 2014. Successivamente si sono giocati i Divisional Playoff l'11 e 12 gennaio e i Conference Championship Game il 19 gennaio. Il Super Bowl XLVIII si è giocato il 2 febbraio 2014 nel MetLife Stadium di New York.

### Seeding
| Seed | American Football Conference              | National Football Conference             |
| ---- | ----------------------------------------- | ---------------------------------------- |
| 1    | Denver Broncos (vincitori AFC West)       | Seattle Seahawks (vincitori NFC West)    |
| 2    | New England Patriots (vincitori AFC East) | Carolina Panthers (vincitori NFC South)  |
| 3    | Cincinnati Bengals (vincitori AFC North)  | Philadelphia Eagles (vincitori NFC East) |
| 4    | Indianapolis Colts (vincitori AFC South)  | Green Bay Packers (vincitori NFC North)  |
| 5    | Kansas City Chiefs (Wild Card)            | San Francisco 49ers (Wild Card)          |
| 6    | San Diego Chargers (Wild Card)            | New Orleans Saints (Wild Card)           |

### Incontri
| Wild Card Game | Wild Card Game                      | Wild Card Game                      | Wild Card Game                      |    |               | Divisional Play-off                  | Divisional Play-off                  | Divisional Play-off                  |                                     |                                     | Conference Championship             | Conference Championship | Conference Championship |  |  | Super Bowl XLVIII | Super Bowl XLVIII | Super Bowl XLVIII | Super Bowl XLVIII | Super Bowl XLVIII |
|                |                                     |                                     |                                     |    |               |                                      |                                      |                                      |                                     |                                     |                                     |                         |                         |  |  |                   |                   |                   |                   |                   |
|                | 5 gennaio - Lambeau Field           | 5 gennaio - Lambeau Field           | 5 gennaio - Lambeau Field           |    |               | 12 gennaio - Bank of America Stadium | 12 gennaio - Bank of America Stadium | 12 gennaio - Bank of America Stadium |                                     |                                     |                                     |                         |                         |  |  |                   |                   |                   |                   |                   |
|                | 5 gennaio - Lambeau Field           | 5 gennaio - Lambeau Field           | 5 gennaio - Lambeau Field           |    |               | 12 gennaio - Bank of America Stadium | 12 gennaio - Bank of America Stadium | 12 gennaio - Bank of America Stadium |                                     |                                     |                                     |                         |                         |  |  |                   |                   |                   |                   |                   |
|                | 5 gennaio - Lambeau Field           | 5 gennaio - Lambeau Field           | 5 gennaio - Lambeau Field           |    |               | 12 gennaio - Bank of America Stadium | 12 gennaio - Bank of America Stadium | 12 gennaio - Bank of America Stadium |                                     |                                     |                                     |                         |                         |  |  |                   |                   |                   |                   |                   |
|                | 5 gennaio - Lambeau Field           | 5 gennaio - Lambeau Field           | 5 gennaio - Lambeau Field           |    |               | 12 gennaio - Bank of America Stadium | 12 gennaio - Bank of America Stadium | 12 gennaio - Bank of America Stadium |                                     |                                     |                                     |                         |                         |  |  |                   |                   |                   |                   |                   |
|                | 5                                   | San Francisco                       | 23                                  |    |               | 12 gennaio - Bank of America Stadium | 12 gennaio - Bank of America Stadium | 12 gennaio - Bank of America Stadium |                                     |                                     |                                     |                         |                         |  |  |                   |                   |                   |                   |                   |
|                | 5                                   | San Francisco                       | 23                                  | 5  | San Francisco | 23                                   |                                      |                                      |                                     |                                     |                                     |                         |                         |  |  |                   |                   |                   |                   |                   |
|                | 4                                   | Green Bay                           | 20                                  | 5  | San Francisco | 23                                   |                                      |                                      | 19 gennaio - CenturyLink Field      | 19 gennaio - CenturyLink Field      | 19 gennaio - CenturyLink Field      |                         |                         |  |  |                   |                   |                   |                   |                   |
|                | 4                                   | Green Bay                           | 20                                  | 2  | Carolina      | 10                                   |                                      |                                      | 19 gennaio - CenturyLink Field      | 19 gennaio - CenturyLink Field      | 19 gennaio - CenturyLink Field      |                         |                         |  |  |                   |                   |                   |                   |                   |
|                |                                     |                                     |                                     | 2  | Carolina      | 10                                   |                                      |                                      | 19 gennaio - CenturyLink Field      | 19 gennaio - CenturyLink Field      | 19 gennaio - CenturyLink Field      |                         |                         |  |  |                   |                   |                   |                   |                   |
|                |                                     |                                     |                                     |    |               |                                      |                                      |                                      | 19 gennaio - CenturyLink Field      | 19 gennaio - CenturyLink Field      | 19 gennaio - CenturyLink Field      |                         |                         |  |  |                   |                   |                   |                   |                   |
|                | 4 gennaio - Lincoln Financial Field | 4 gennaio - Lincoln Financial Field | 4 gennaio - Lincoln Financial Field | 5  | San Francisco | 17                                   |                                      |                                      |                                     |                                     |                                     |                         |                         |  |  |                   |                   |                   |                   |                   |
|                | 4 gennaio - Lincoln Financial Field | 4 gennaio - Lincoln Financial Field | 4 gennaio - Lincoln Financial Field | 5  | San Francisco | 17                                   | 11 gennaio - CenturyLink Field       |                                      |                                     |                                     |                                     |                         |                         |  |  |                   |                   |                   |                   |                   |
|                | 4 gennaio - Lincoln Financial Field | 4 gennaio - Lincoln Financial Field | 4 gennaio - Lincoln Financial Field |    | 1             | Seattle                              | 23                                   |                                      |                                     |                                     |                                     |                         |                         |  |  |                   |                   |                   |                   |                   |
|                | 4 gennaio - Lincoln Financial Field | 4 gennaio - Lincoln Financial Field | 4 gennaio - Lincoln Financial Field |    | 1             | Seattle                              | 23                                   |                                      |                                     |                                     |                                     |                         |                         |  |  |                   |                   |                   |                   |                   |
|                | 6                                   | New Orleans                         | 26                                  |    |               |                                      |                                      |                                      |                                     |                                     |                                     |                         |                         |  |  |                   |                   |                   |                   |                   |
|                | 6                                   | New Orleans                         | 26                                  | 6  | New Orleans   | 15                                   |                                      |                                      |                                     |                                     |                                     |                         |                         |  |  |                   |                   |                   |                   |                   |
|                | 3                                   | Philadelphia                        | 24                                  | 6  | New Orleans   | 15                                   |                                      |                                      | 2 febbraio - MetLife Stadium        | 2 febbraio - MetLife Stadium        | 2 febbraio - MetLife Stadium        |                         |                         |  |  |                   |                   |                   |                   |                   |
|                | 3                                   | Philadelphia                        | 24                                  | 1  | Seattle       | 23                                   |                                      |                                      | 2 febbraio - MetLife Stadium        | 2 febbraio - MetLife Stadium        | 2 febbraio - MetLife Stadium        |                         |                         |  |  |                   |                   |                   |                   |                   |
|                |                                     |                                     |                                     | 1  | Seattle       | 23                                   |                                      |                                      |                                     | 2 febbraio - MetLife Stadium        | 2 febbraio - MetLife Stadium        |                         |                         |  |  |                   |                   |                   |                   |                   |
|                |                                     |                                     |                                     |    |               |                                      |                                      |                                      |                                     | 2 febbraio - MetLife Stadium        | 2 febbraio - MetLife Stadium        |                         |                         |  |  |                   |                   |                   |                   |                   |
|                | 4 gennaio - Lucas Oil Stadium       | 4 gennaio - Lucas Oil Stadium       | 4 gennaio - Lucas Oil Stadium       | N1 | Seattle       | 43                                   |                                      |                                      |                                     |                                     |                                     |                         |                         |  |  |                   |                   |                   |                   |                   |
|                | 4 gennaio - Lucas Oil Stadium       | 4 gennaio - Lucas Oil Stadium       | 4 gennaio - Lucas Oil Stadium       | N1 | Seattle       | 43                                   | 11 gennaio - Gillette Stadium        |                                      |                                     |                                     |                                     |                         |                         |  |  |                   |                   |                   |                   |                   |
|                | 4 gennaio - Lucas Oil Stadium       | 4 gennaio - Lucas Oil Stadium       | 4 gennaio - Lucas Oil Stadium       |    | A1            | Denver                               | 8                                    |                                      |                                     |                                     |                                     |                         |                         |  |  |                   |                   |                   |                   |                   |
|                | 4 gennaio - Lucas Oil Stadium       | 4 gennaio - Lucas Oil Stadium       | 4 gennaio - Lucas Oil Stadium       |    | A1            | Denver                               | 8                                    |                                      |                                     |                                     |                                     |                         |                         |  |  |                   |                   |                   |                   |                   |
|                | 5                                   | Kansas City                         | 44                                  |    |               |                                      |                                      |                                      |                                     |                                     |                                     |                         |                         |  |  |                   |                   |                   |                   |                   |
|                | 5                                   | Kansas City                         | 44                                  | 4  | Indianapolis  | 22                                   |                                      |                                      |                                     |                                     |                                     |                         |                         |  |  |                   |                   |                   |                   |                   |
|                | 4                                   | Indianapolis                        | 45                                  | 4  | Indianapolis  | 22                                   |                                      |                                      | 19 gennaio - Sports Authority Field | 19 gennaio - Sports Authority Field | 19 gennaio - Sports Authority Field |                         |                         |  |  |                   |                   |                   |                   |                   |
|                | 4                                   | Indianapolis                        | 45                                  | 2  | New England   | 43                                   |                                      |                                      | 19 gennaio - Sports Authority Field | 19 gennaio - Sports Authority Field | 19 gennaio - Sports Authority Field |                         |                         |  |  |                   |                   |                   |                   |                   |
|                |                                     |                                     |                                     | 2  | New England   | 43                                   |                                      |                                      | 19 gennaio - Sports Authority Field | 19 gennaio - Sports Authority Field | 19 gennaio - Sports Authority Field |                         |                         |  |  |                   |                   |                   |                   |                   |
|                |                                     |                                     |                                     |    |               |                                      |                                      |                                      | 19 gennaio - Sports Authority Field | 19 gennaio - Sports Authority Field | 19 gennaio - Sports Authority Field |                         |                         |  |  |                   |                   |                   |                   |                   |
|                | 5 gennaio - Paul Brown Stadium      | 5 gennaio - Paul Brown Stadium      | 5 gennaio - Paul Brown Stadium      | 2  | New England   | 16                                   |                                      |                                      |                                     |                                     |                                     |                         |                         |  |  |                   |                   |                   |                   |                   |
|                | 5 gennaio - Paul Brown Stadium      | 5 gennaio - Paul Brown Stadium      | 5 gennaio - Paul Brown Stadium      | 2  | New England   | 16                                   | 12 gennaio - Sports Authority Field  |                                      |                                     |                                     |                                     |                         |                         |  |  |                   |                   |                   |                   |                   |
|                | 5 gennaio - Paul Brown Stadium      | 5 gennaio - Paul Brown Stadium      | 5 gennaio - Paul Brown Stadium      |    | 1             | Denver                               | 26                                   |                                      |                                     |                                     |                                     |                         |                         |  |  |                   |                   |                   |                   |                   |
|                | 5 gennaio - Paul Brown Stadium      | 5 gennaio - Paul Brown Stadium      | 5 gennaio - Paul Brown Stadium      |    | 1             | Denver                               | 26                                   |                                      |                                     |                                     |                                     |                         |                         |  |  |                   |                   |                   |                   |                   |
|                | 6                                   | San Diego                           | 27                                  |    |               |                                      |                                      |                                      |                                     |                                     |                                     |                         |                         |  |  |                   |                   |                   |                   |                   |
|                | 6                                   | San Diego                           | 27                                  | 6  | San Diego     | 17                                   |                                      |                                      |                                     |                                     |                                     |                         |                         |  |  |                   |                   |                   |                   |                   |
|                | 3                                   | Cincinnati                          | 10                                  | 6  | San Diego     | 17                                   |                                      |                                      |                                     |                                     |                                     |                         |                         |  |  |                   |                   |                   |                   |                   |
|                | 3                                   | Cincinnati                          | 10                                  | 1  | Denver        | 24                                   |                                      |                                      |                                     |                                     |                                     |                         |                         |  |  |                   |                   |                   |                   |                   |

### Vincitore
| Vincitori del Super Bowl XLVIII Seattle Seahawks 1º titolo |

## Premi

### Premi stagionali
|  |  |

| Premio                        | Vincitore          | Ruolo           | Squadra            |
| ----------------------------- | ------------------ | --------------- | ------------------ |
| MVP della NFL                 | Peyton Manning     | Quarterback     | Denver Broncos     |
| Giocatore offensivo dell'anno | Peyton Manning     | Quarterback     | Denver Broncos     |
| Difensore dell'anno           | Luke Kuechly       | Linebacker      | Carolina Panthers  |
| Allenatore dell'anno          | Ron Rivera         | Head coach      | Carolina Panthers  |
| Rookie offensivo dell'anno    | Eddie Lacy         | Running back    | Green Bay Packers  |
| Rookie difensivo dell'anno    | Sheldon Richardson | Defensive end   | New York Jets      |
| Comeback Player of the Year   | Philip Rivers      | Quarterback     | San Diego Chargers |
| Pepsi Rookie dell'anno        | Keenan Allen       | Wide receiver   | San Diego Chargers |
| Walter Payton Man of the Year | Charles Tillman    | Cornerback      | Chicago Bears      |
| Dirigente dell'anno           | John Dorsey        | General manager | Kansas City Chiefs |
| MVP del Super Bowl            | Malcolm Smith      | Linebacker      | Seattle Seahawks   |

### Premi settimanali e mensili
| Sett./ Mese | Offensivo Giocatore della settimana/mese | Offensivo Giocatore della settimana/mese | Difensivo Giocatore della settimana/mese | Difensivo Giocatore della settimana/mese | Special Teams Giocatore della settimana/mese | Special Teams Giocatore della settimana/mese |
| Sett./ Mese | AFC                                      | NFC                                      | AFC                                      | NFC                                      | AFC                                          | NFC                                          |
| ----------- | ---------------------------------------- | ---------------------------------------- | ---------------------------------------- | ---------------------------------------- | -------------------------------------------- | -------------------------------------------- |
| 1           | Peyton Manning (Broncos)                 | Anquan Boldin (49ers)                    | Justin Houston (Chiefs)                  | Robert Quinn (Rams)                      | Nick Folk (Jets)                             | Dwayne Harris (Cowboys)                      |
| 2           | Philip Rivers (Chargers)                 | Aaron Rodgers (Packers)                  | Mario Williams (Bills)                   | Richard Sherman (Seahawks)               | Trindon Holliday (Broncos)                   | Devin Hester (Bears)                         |
| 3           | Peyton Manning (Broncos)                 | Jimmy Graham (Saints)                    | Justin Houston (Chiefs)                  | Greg Hardy (Panthers)                    | Spencer Lanning (Browns)                     | Sam Martin (Lions)                           |
| 4           | Philip Rivers (Chargers)                 | Drew Brees (Saints)                      | Alterraun Verner (Titans)                | Patrick Peterson (Cardinals)             | Dexter McCluster (Chiefs)                    | Steven Hauschka (Seahawks)                   |
| Set.        | Peyton Manning (Broncos)                 | Jimmy Graham (Saints)                    | Justin Houston (Chiefs)                  | Richard Sherman (Seahawks)               | Trindon Holliday (Broncos)                   | Cordarrelle Patterson (Vikings)              |
| 5           | Geno Smith (Jets)                        | DeSean Jackson (Eagles)                  | Charles Woodson (Raiders)                | Tramaine Brock (49ers)                   | Travis Benjamin (Browns)                     | Mason Crosby (Packers)                       |
| 6           | Andy Dalton (Bengals)                    | Nick Foles (Eagles)                      | Tamba Hali (Chiefs)                      | Thomas Davis (Panthers)                  | Nick Novak (Chargers)                        | Dwayne Harris (Cowboys)                      |
| 7           | Andrew Luck (Colts)                      | Matt Ryan (Falcons)                      | Mario Williams (Bills)                   | Sean Lee (Cowboys)                       | Shaun Suisham (Steelers)                     | Andy Lee (49ers)                             |
| 8           | Marvin Jones (Bengals)                   | Calvin Johnson (Lions)                   | Dominique Rodgers-Cromartie (Broncos)    | Terrell Thomas (Giants)                  | Ryan Succop (Chiefs)                         | Cordarrelle Patterson (Vikings)              |
| Ott.        | Andy Dalton (Bengals)                    | Calvin Johnson (Lions)                   | Robert Mathis (Colts)                    | Sean Lee (Cowboys)                       | Stephen Gostkowski (Patriots)                | Mason Crosby (Packers)                       |
| 9           | Jason Campbell (Browns)                  | Nick Foles (Eagles)                      | Cameron Wake (Dolphins)                  | Shea McClellin (Bears)                   | Nick Folk (Jets)                             | Golden Tate (Seahawks)                       |
| 10          | Demaryius Thomas (Broncos)               | Drew Brees (Saints)                      | Paul Posluszny (Jaguars)                 | Luke Kuechly (Panthers)                  | Justin Tucker (Ravens)                       | Tavon Austin (Rams)                          |
| 11          | Ben Roethlisberger (Steelers)            | Bobby Rainey (Buccaneers)                | Vontaze Burfict (Bengals)                | Jason Pierre-Paul (Giants)               | Adam Vinatieri (Colts)                       | Donnie Jones (Eagles)                        |
| 12          | Tom Brady (Patriots)                     | Carson Palmer (Cardinals)                | Troy Polamalu (Steelers)                 | Lavonte David (Buccaneers)               | Justin Tucker (Ravens)                       | Blair Walsh (Vikings)                        |
| Nov.        | Ben Roethlisberger (Steelers)            | Nick Foles (Eagles)                      | Chandler Jones (Patriots)                | Thomas Davis (Panthers)                  | Justin Tucker (Ravens)                       | Tavon Austin (Rams)                          |
| 13          | Eric Decker (Broncos)                    | Russell Wilson (Seahawks)                | Olivier Vernon (Dolphins)                | Justin Tuck (Giants)                     | Kevin Huber (Bengals)                        | Donnie Jones (Eagles)                        |
| 14          | Andy Dalton (Bengals)                    | Josh McCown (Bears)                      | Tamba Hali (Chiefs)                      | John Abraham (Cardinals)                 | Matt Prater (Broncos)                        | Phil Dawson (49ers)                          |
| 15          | Jamaal Charles (Chiefs)                  | Eddie Lacy (Packers)                     | Michael Thomas (Dolphins)                | Richard Sherman (Seahawks)               | Justin Tucker (Ravens)                       | Jay Feely (Cardinals)                        |
| 16          | Peyton Manning (Broncos)                 | LeSean McCoy (Eagles)                    | Jerrell Freeman (Colts)                  | Luke Kuechly (Panthers)                  | Nick Novak (Chargers)                        | Josh Brown (Giants)                          |
| 17          | LeGarrette Blount (Patriots)             | Drew Brees (Saints)                      | Dee Milliner (Jets)                      | Greg Hardy (Panthers)                    | Adam Vinatieri (Colts)                       | Phil Dawson (49ers)                          |
| Dic.        | Peyton Manning (Broncos)                 | LeSean McCoy (Eagles)                    | Robert Mathis (Colts)                    | NaVorro Bowman (49ers)                   | Dexter McCluster (Chiefs)                    | Brad Nortman (Panthers)                      |